# Verdrag van Versailles (1919)
Het Verdrag van Versailles (Frans: Traité de Versailles), ook Vredesverdrag van Versailles of Vrede van Versailles genoemd, was een verdrag tussen Duitsland (Weimarrepubliek) en de Entente. Het was het belangrijkste van de vijf verdragen die in voorsteden van Parijs in 1919-1920 gesloten werden, omdat de Eerste Wereldoorlog er formeel mee beëindigd werd. De andere vier verdragen hadden betrekking op de Duitse bondgenoten: het Verdrag van Saint-Germain met Oostenrijk in september 1919, het Verdrag van Neuilly-sur-Seine met Bulgarije op 27 november 1919, het Verdrag van Trianon met Hongarije op 4 juni 1920 en het Verdrag van Sèvres met het toenmalige Ottomaanse Rijk (later Turkije) op 10 augustus 1920.

## Ondertekening

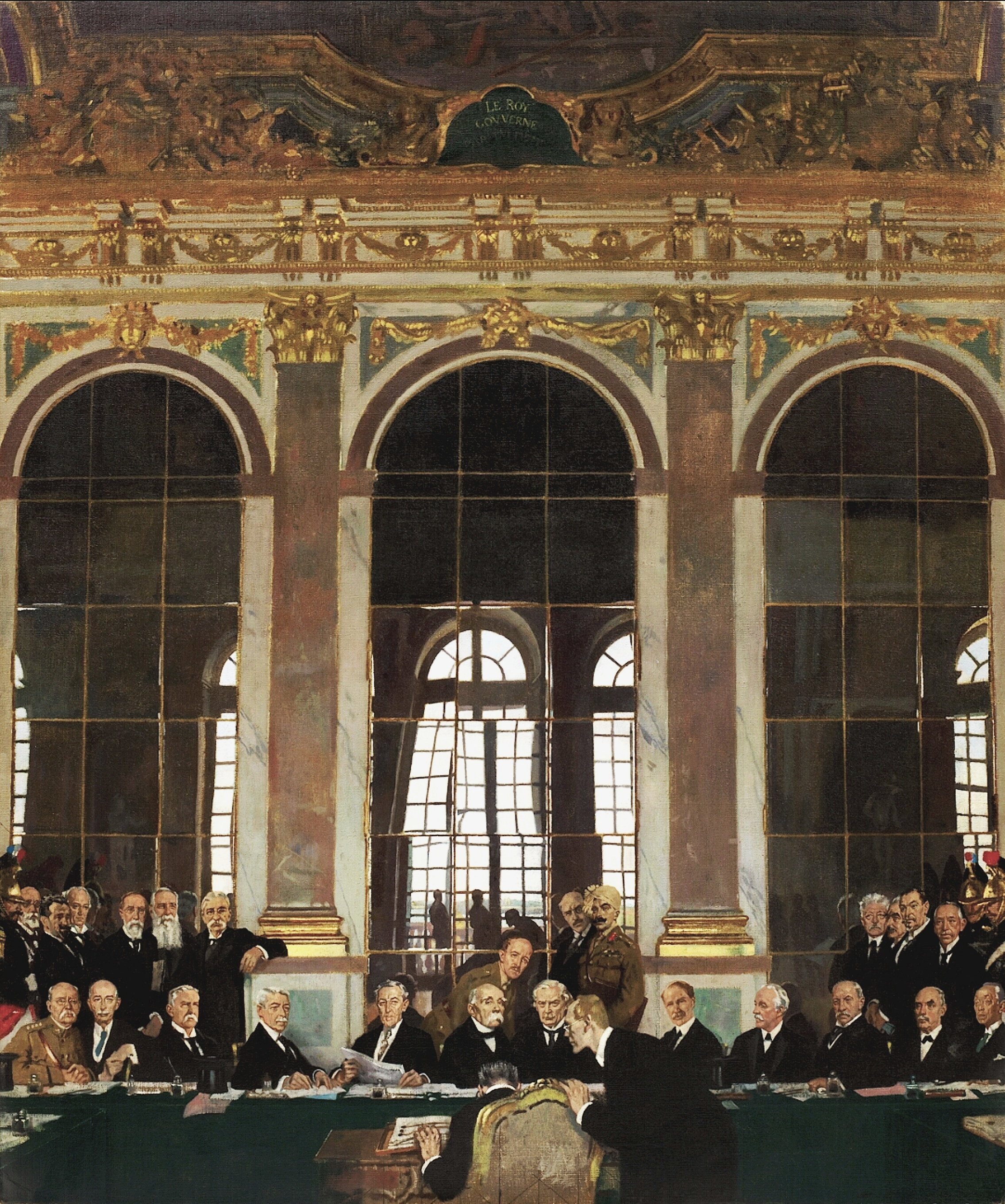
The Signing of Peace in the Hall of Mirrors, Versailles door William Orpen (1919, Imperial War Museum).

Het Verdrag van Versailles werd op 28 juni 1919 ondertekend, precies vijf jaar na de moord op Frans Ferdinand van Oostenrijk, na afsluiting van een op 18 januari 1919 te Parijs begonnen geallieerde vredesconferentie. Dit gebeurde in de spiegelzaal van het kasteel van Versailles door vertegenwoordigers van het Duitse Rijk (Johannes Bell, 1868-1949 en Hermann Müller, 1876-1931, beiden minister in het zojuist aangetreden kabinet-Bauer) enerzijds en door 26 geallieerde en geassocieerde regeringen anderzijds. De inwerkingtreding was op 10 januari 1920. Het verdrag werd echter niet door de Verenigde Staten, het Koninkrijk Hidjaz (thans bij Saoedi-Arabië) en Ecuador geratificeerd, zodat de formele beëindiging van de oorlogstoestand eerst door het Vredesverdrag van Berlijn tussen de Verenigde Staten en het Duitse Rijk van 25 augustus 1921, het Duits-Saoedische vriendschapsverdrag van 26 april 1929 en het opnieuw aanknopen van de diplomatieke betrekkingen met Ecuador door middel van protocollen en notawisseling (1921-24) plaatsvond. Het in het Verdrag van Versailles als verdragspartner genoemde China had het verdrag niet ondertekend en door een apart verdrag van 20 mei 1921 de oorlogstoestand beëindigd. Costa Rica nam aan de onderhandelingen niet deel en beëindigde de oorlogstoestand bij decreet van 4 februari 1920. Ook Rusland ondertekende het verdrag niet.
De teksten van het Verdrag van Versailles werden tijdens genoemde geallieerde voorbesprekingen als compromis tussen de regeringsleiders van Frankrijk, Engeland en de Verenigde Staten, respectievelijk Clemenceau, Lloyd George en Wilson (deze laatste had erop aangedrongen dat de geallieerde regeringsleiders persoonlijk aan de onderhandelingen deelnamen) zonder inbreng van Duitse vertegenwoordigers uitgewerkt en op 7 mei 1919 aan de Duitse regering voorgelegd. Duitse schriftelijke tegenvoorstellen die daarop volgden, werden door de geallieerden nagenoeg volledig afgewezen en op 16 juni 1919 beantwoord met een ultimatum om het verdrag binnen vijf dagen te accepteren. Met het oog op het geallieerde dreigement, Duitsland geheel te bezetten en in de hoop op de mogelijkheid tot een spoedige revisie, veranderde de meerderheid van de Nationale Vergadering van de Weimarrepubliek haar aanvankelijk afwijzende houding en stemde na terugtreden van het kabinet-Scheidemann met een meerderheid van 99 afgevaardigden op 22 juni 1919 in met de ondertekening van het verdrag. Het "Dictaat van Versailles" werd in Duitsland als een zware vernedering beschouwd. De bekende Britse econoom John Maynard Keynes, die als topambtenaar de vredesbesprekingen had bijgewoond, waarschuwde indertijd in een boek voor de zijns inziens desastreuze gevolgen van dit vredesverdrag.
De Britse diplomaat Harold Nicolson, die als adviseur aanwezig was, kon zich niet vinden in de bepalingen van het verdrag en voorzag toekomstige problemen. Ook had hij kritiek op het feit dat de Duitsers nauwelijks werden geraadpleegd. In het dagboek dat hij bijhield noemt hij de herstelbetalingen een grote misdaad en acht hij het hele verdrag immoreel en niet uitvoerbaar. "Als ik de Duitsers was zou ik nooit tekenen."

## Artikelen
Behalve een aantal toevoegingen en een reeks aanvullende overeenkomsten omvatte het Verdrag van Versailles 440 artikelen in 15 delen. Het was het eerste grote verdrag waarvan de officiële tekst zowel in het Frans als in het Engels was opgesteld. De details waren feitelijk al neergelegd in de wapenstilstandsvoorwaarden van Compiègne van 11 november 1918, onder andere het uitleveren van zware wapens, alle onderzeeboten en de Hochseeflotte, het ontruimen van de Linkerrijnoever en het vormen van een neutrale zone op de Rechterrijnoever, en annulering van het Verdrag van Brest-Litovsk en de Vrede van Boekarest.

### Deel I: Volkenbond
Deel I van het Verdrag van Versailles bevatte het statuut van een Volkenbond (zonder dat Duitsland in tegenstelling tot de andere ondertekenaars daar lid van mocht worden). Het verdrag zou tevens het eerste deel van het charter van de Volkenbond vormen.

### Deel II en III: Duitse gebiedsinperking

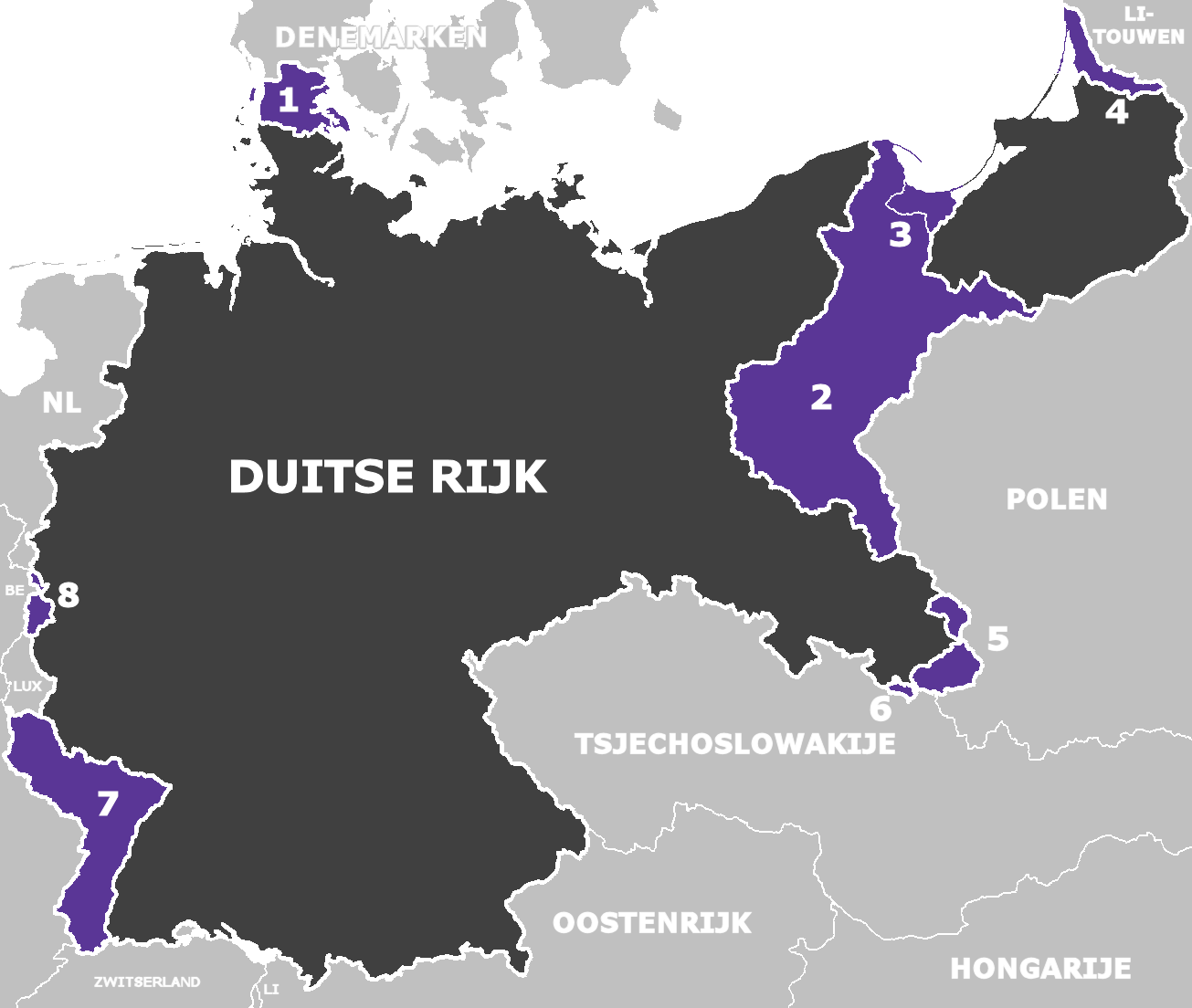
Door het Duitse Rijk afgestane gebieden

Door het Duitse Rijk afgestane gebieden:
1. Noord-Sleeswijk: aan koninkrijk Denemarken
2. Posen en West-Pruisen (grotendeels): aan Polen
3. vrije stad Danzig
4. Memelland: aan Litouwen
5. Oost-Opper-Silezië: aan Polen
6. gebied rond Hlučín: aan Tsjecho-Slowakije
7. Elzas-Lotharingen: aan Frankrijk
8. Eupen en Malmedy: aan België

In de delen II en III waren de nieuwe grenzen van Duitsland vastgelegd. Duitsland moest onmiddellijk een aantal gebieden afstaan: Elzas-Lotharingen aan Frankrijk en delen van Posen en West-Pruisen aan Polen (de Poolse Corridor). Danzig kreeg een speciaal statuut onder gezag van de Volkenbond: de vrije Stad Danzig.
Van nog een aantal Duitse gebieden werd de bestemming bepaald door volksraadplegingen. Overigens wilde president Wilson van de VS aanvankelijk dat de bevolkingen van alle door Duitsland afgestane gebieden zelf zou mogen kiezen bij welk land ze zich wilden aansluiten maar dat werd tegengehouden door vooral Frankrijk dat vreesde dat dan wellicht Elzas-Lotharingen bij Duitsland zou blijven. Zo ging Eupen-Malmedy uiteindelijk naar België. Delen van Oost-Pruisen bleven uiteindelijk bij Duitsland. Van Opper-Silezië ging een oostelijk deel naar Polen, een klein deel naar de nieuwe staat Tsjecho-Slowakije. Van Sleeswijk-Holstein ging Noord-Sleeswijk naar Denemarken. Opmerkelijk, want Denemarken had niet aan de oorlog deelgenomen en was ook geen partij bij het verdrag.
Het Saargebied (het latere Saarland) kwam onder bestuur van de Volkenbond en de mijnen aldaar werden Frans, voor een periode van 15 jaar. Dit als vergoeding voor de Noord-Franse mijnen die gedurende de oorlog vernield waren. Nadien zou er een volksstemming moeten worden gehouden. In 1935 zou het gebied naar Duitsland terugkeren.
De Duitse gebieden ten westen van de Rijn zouden voorlopig nog door de geallieerden bezet blijven in drie zones, die zouden worden ontruimd na respectievelijk 5, 10 en 15 jaar. Oostenrijk mocht zich niet verenigen met Duitsland, verbod op de Anschluss. Duitsland erkende de soevereiniteit van België over Neutraal Moresnet, dat hierdoor bij België gevoegd werd.

### Deel IV: Duitse koloniën
| Afrika en het Midden-Oosten | Oceanië                                                                                |
| --- | -------------------------------------------------------------------------------------- |
| |                                                                                        |
| 1. Syrië, 2. Libanon, 3. Palestina, 4. Transjordanië, 5. Irak, 6. Brits Togoland, 7. Frans Togoland, 8. Brits Kameroen, 9. Frans Kameroen, 10. Ruanda-Urundi, 11. Tanganyika, 12. Zuidwest-Afrika | 1. Japans mandaat, 2. Australisch mandaat, 3. Brits mandaat, 4. Nieuw-Zeelands mandaat |

Deel IV behandelde de Duitse belangen buiten Duitsland, zoals het verlies van alle koloniën. Duitsland verloor:
1. Duits-Oost-Afrika (Tanganyika, Ruanda-Urundi) aan het Verenigd Koninkrijk en België
2. Togoland (Brits-Togoland, Frans-Togoland) en Duits-Kameroen (Brits-Kameroen, Frans-Kameroen) aan het Verenigd Koninkrijk en Frankrijk
3. Duits-Zuidwest-Afrika (Zuidwest-Afrika) aan Zuid-Afrika
4. de Noordelijke Marianen, Carolinen en Marshalleilanden aan Japan
5. Noordoost-Nieuw-Guinea en Nauru aan Australië
6. West-Samoa (Samoa) aan: Nieuw-Zeeland
7. de concessie in de Chinese provincie Shangdong aan Japan

### Deel V: Ontwapening
Deel V bepaalde dat het Duitse Rijk nagenoeg volledig moest worden ontwapend. Duitsland mocht alleen nog een beroepsleger hebben, met maximaal 100.000 militairen. De generale staf van het leger moest verdwijnen. Bepaalde wapens, zoals tanks, werden verboden. De marine mocht geen onderzeeboten hebben en geen schepen van meer dan 10.000 ton waterverplaatsing, waarbij een uitzondering werd gemaakt voor enkele pre-Dreadnought-type pantserschepen. Een luchtmacht werd helemaal verboden. Het verdrag maakte zelfs expliciet melding van een door Duitsland uit te voeren uitlevering van vliegtuigen van het type Fokker D.VII, die zich in het laatste oorlogsjaar veruit superieur hadden getoond tegenover modellen van geallieerde kant.
In grensgebieden en langs de kust mochten geen versterkingen gebouwd worden. Het Rijnland, een gebied tussen de grens en vijftig kilometer ten oosten van de Rijn werd gedemilitariseerd: er mochten geen Duitse troepen aanwezig zijn.

### Deel VI: Krijgsgevangenen en oorlogsgraven
In deel VI werden besluiten over krijgsgevangen en oorlogsgraven genomen.

### Deel VII: Uitlevering en berechting
Deel VII eiste de uitlevering door Nederland van keizer Wilhelm II (art. 227) en de berechting van (Duitse) "oorlogsmisdadigers" (art. 228-230). Dat zou onder meer betekenen dat een nationale held als Hindenburg zich als een ordinaire moordenaar zou moeten verantwoorden. Na verloop van tijd werd door de geallieerden echter niet meer op dit punt aangedrongen. Een herhaald verzoek om uitlevering van de Duitse keizer was door de Nederlandse regering van de hand gewezen, en de Duitsers werd toegestaan zelf hun zogenaamde oorlogsmisdadigers te berechten (Proces van Leipzig). Maar het waren zeker geen "kopstukken" die in staat van beschuldiging werden gesteld. In de meeste gevallen volgde vrijspraak, werd een milde straf uitgesproken of werden zaken bij gebrek aan bewijs geseponeerd.

### Deel VIII en IX: Duitse herstelbetalingen
In de delen VIII en IX kwamen de Duitse herstelbetalingen aan de orde, overigens zonder dat de definitieve hoogte daarvan en de looptijd werden vastgelegd. Felomstreden, ook buiten Duitsland en zelfs in kringen van de geallieerden, was het beruchte artikel 231 van deel VIII, waarin Duitsland en bondgenoten, en zij alleen, verantwoordelijk werden gesteld voor de schuld aan het uitbreken van de Wereldoorlog, het artikel, waar in feite het gehele verdrag om draaide, want wie geen schuld draagt kan bezwaarlijk ter verantwoording worden geroepen.
Duitsland erkende gedwongen dat het verantwoordelijk was voor de geleden oorlogsschade en moest die vergoeden. In afwachting van een definitieve schaderegeling moest het al herstelbetalingen doen in natura: alle grote koopvaardijschepen, een vijfde van de vissersvloot, grote hoeveelheden steenkool, locomotieven, machines, enzovoort, aan de zwaarst getroffen landen, waaronder België.
Ten slotte kreeg Duitsland nog allerlei andere beperkingen, zoals internationale controle op de luchtvaart en de scheepvaart op de grote rivieren.

### Deel X tot XII: Confiscatie
De delen X-XII hadden onder meer betrekking op de confiscatie van Duitse tegoeden in het buitenland (ca. 10 miljard goudmark).

### Deel XIII: Internationale arbeidsorganisatie
Deel XIII voorzag in de oprichting van een Internationale Arbeidsorganisatie.

### Deel XIV: Russische Rijk
In deel XIV werd de terugtrekking van alle Duitse troepen uit de gebieden, die vroeger tot het Russische Rijk hadden behoord, geregeld, alsmede de tijdelijke bezetting van gedeelten van Duitsland zelf.

### Deel XV: Algemene bepalingen
Deel XV ten slotte was een afsluitend hoofdstuk met bepalingen van algemene aard.

## Economische gevolgen voor Duitsland

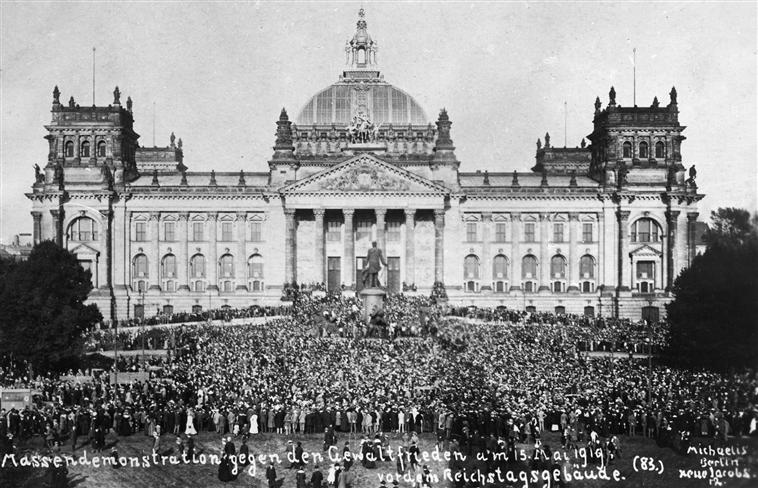
Massaal protest voor de Reichstag tegen het Verdrag van Versailles (15 mei 1919).

Door het Verdrag van Versailles verloor Duitsland, behalve alle koloniën, ook 70.579 km2 (van 540.787 km2) van het eigen grondgebied in Europa (grotendeels aan Frankrijk en het heropgerichte Polen) met 6,5 miljoen inwoners (1910), wat gepaard ging met een enorme economische schade door het verlies van delfstoffen en landbouwproducten.

### Herstelbetalingen
In het Verdrag van Versailles was de hoogte van de aan het Duitse Rijk opgelegde herstelbetalingen niet exact vermeld. Door een speciale commissie werd het bedrag tot 21 mei 1921 vastgesteld; tot die datum moest het Rijk 20 miljard goudmark afbetalen, en daarnaast nog allerlei zaken uitleveren als schepen, machines, steenkolen enz. Op een conferentie te Londen in maart 1921 werd een som van 226 miljard goudmark genoemd. De Duitse vertegenwoordiging wees dit enorme bedrag af, waarop als sanctie door de geallieerden Duisburg en Düsseldorf werden bezet.
Op 5 mei 1921 stelden de geallieerden het totaal aan herstelbetalingen vast op 132 miljard goudmark, wat onder druk van een Londens ultimatum van dezelfde dag (bezetting van het Ruhrgebied) door de Reichstag (220 tegen 172 stemmen) noodgedwongen werd geaccepteerd. Volgens de Londense eis moest Duitsland 30 jaar lang jaarlijks 2 miljard goudmark betalen alsmede 26% van de waarde van zijn export. Niet verdisconteerd waren de bedragen verbonden aan het verlies van Duits grondgebied en Duitse leveringen van materiële aard op grond van het Verdrag van Versailles. Het Duitse Rijk kon aan deze eisen niet voldoen; het kwam in 1923 tot openlijk verzet tegen de Franse bezetting van het Ruhrgebied en er ontstond een enorme inflatie. Dit leidde ook in het buitenland tot de overtuiging, dat de regeling omtrent de herstelbetalingen moest worden herzien. Maar ook de in het zogenaamde Dawesplan (naar de Amerikaanse politicus Charles Gates Dawes, 1865-1951) vastgelegde termijnen konden slechts met behulp van internationale leningen, die tegen hoge renten moesten worden aangegaan, worden afgelost. Dit Dawesplan, dat onder meer voorzag in opbrengsten uit privatiseringen van Duitse nutsbedrijven en overheidsinstellingen, maar het eindbedrag van de herstelbetalingen evenmin vastlegde, beoogde slechts een voorlopige oplossing te zijn. Doch toen in 1928/29, toen de overheidsfinanciën voor het eerst weer redelijk op orde waren, 2,5 miljard reichsmark (RM) betaald moest worden, bleek spoedig dat dit plan onhaalbaar was.
Het op een conferentie te Den Haag in januari 1930 aangenomen "Young-plan" (naar de Amerikaanse industrieel Owen D. Young, 1874-1962) moest een definitieve regeling worden, maar ook dit plan bleek ten gevolge van de internationale economische crisis die inmiddels was uitgebroken, reeds halverwege 1931 niet realiseerbaar. Vervolgens werd het Duitse Rijk in het "Hoover-plan" (naar de Amerikaanse president Herbert Clark Hoover, 1874-1964) een uitstel van betaling gegarandeerd van 1 juli 1931 tot 30 juni 1932. Een commissie van deskundigen publiceerde op 18 augustus 1931 te Bazel het zogenaamde Layton-rapport, dat de Duitse herstelbetalingen als een der oorzaken van de Duitse economische crisis aanwees.
Een volgende conferentie over de herstelbetalingen vond plaats op 9 juli 1932 te Lausanne. Het Verdrag van Lausanne hief het Young-plan weliswaar niet officieel, maar wel feitelijk op. Duitsland verplichtte zich, bij een in 1930 gestichte overkoepelende internationale bank ("Bank for International Settlements") obligaties ter waarde van 3 miljard RM onder te brengen, die na 3 jaar (1935) binnen 15 jaar (tot 1950) in omloop gebracht mochten worden. Door de machtsovername van de nationaalsocialisten, die het Verdrag van Versailles stukje bij beetje buiten werking stelden, werd deze regeling al spoedig een farce, terwijl ook de aflossing van leningen, die in verband met de herstelbetalingen waren afgesloten, op een laag pitje kwam te staan. Deze verplichting (tot aflossing van de leningen en betaling van rente) kwam uiteindelijk na de Tweede Wereldoorlog terecht bij de achtereenvolgende regeringen van de Bondsrepubliek. Maar dat is een financieel-technische kwestie die losstaat van de herstelbetalingen van het Verdrag van Versailles, die door nazi-Duitsland niet meer werden nageleefd.
Op 3 oktober 2010 werden de laatste schulden door de Duitsers afgelost.

## Gevolgen van het verdrag

### Frankrijk
De vernedering van Duitsland kon niet beletten dat in Frankrijk teleurstelling heerste over de vrede van Versailles. De Franse regering had Duitsland zo veel mogelijk willen verzwakken, bijvoorbeeld door het op te delen in onafhankelijke staten. In feite wilden de Fransen zo de toestand van vóór de stichting van het Duitse Keizerrijk herstellen, maar president Wilson vond dat strijdig met het zelfbeschikkingsrecht der volkeren. De Britten wilden ook niet dat Duitsland verder verzwakt werd omdat Frankrijk dan te sterk zou worden ten opzichte van Duitsland.

### Verenigde Staten
Het Amerikaanse Congres zou uiteindelijk het Verdrag van Versailles verwerpen, hoewel Wilson er een zwaar stempel op gezet had. De Verenigde Staten sloten later een afzonderlijk vredesverdrag met Duitsland en traden, evenals Duitsland, niet toe tot de Volkenbond.

### Economie van Duitsland
De economische gevolgen voor Duitsland waren zwaar. Het totale bedrag van de Duitse herstelbetalingen zou in 1920 op de conferentie van Boulogne worden vastgelegd op het fabelachtige bedrag 269 miljard goudmark, te betalen in 42 jaar. De Duitsers konden dit niet betalen en stribbelden op allerlei manieren tegen. Als reactie bezetten Frankrijk en België in 1923 het Ruhrgebied. De herstelbetalingen werden voor het eerst herschikt door het plan Dawes in 1924. In 1930 volgde het plan Young, waardoor Duitsland nog maar 34,5 miljard goudmark moest betalen in 59 jaar. Het uitbreken van de economische crisis dwarsboomde al deze voornemens en op de conferentie van Lausanne in 1932 werd definitief een punt gezet achter de herstelbetalingen. De Bondsrepubliek Duitsland hervatte in 1950 de herstelbetalingen. In 1989, vlak voor de Val van de Berlijnse Muur waren de aflossingen voldaan.

### Opkomst van de nazi's
De afkeer tegen het Diktat in Duitsland was zowel bij linkse als rechtse partijen heel groot. Vooral de bepaling dat Duitsland de 'enige schuldige' aan het uitbreken van de oorlog was en er volgens de overwinnaars zelfs bewust op aangestuurd zou hebben werd als zeer onrechtvaardig ervaren door de Duitsers. Voor de opkomende nationaalsocialisten vormde dit verdrag samen met de dolkstootlegende een uitstekend handvat om nadien het Duitse ongenoegen te kanaliseren en aan te zetten tot verdere gezamenlijke acties. Uiteindelijk zouden de nationaalsocialisten er het meeste politieke voordeel uithalen. Politici in Duitsland die het verdrag hadden goedgekeurd werden als verraders bestempeld. Toen Adolf Hitler in 1933 aan de macht was gekomen, was het verdrag ten dode opgeschreven. Het feit dat de andere grote mogendheden niet waren begonnen te ontwapenen, zoals ze eerder beloofd hadden, was voor Hitler een verdere aanleiding om zich van het "juk van Versailles" te ontdoen.

### Duits leger
De militaire bepalingen van het verdrag werden door het Duitse leger in de jaren twintig via het Verdrag van Rapallo al gedeeltelijk omzeild. Door het verdrag van Locarno van 1925 was er al voortijdig een einde gekomen aan de geallieerde bezetting in Duitsland.
Hoewel het verdrag verbood om tanks te bezitten, werd in de Weimarrepubliek geëxperimenteerd met namaaktanks, gemaakt van karton en bord op vrachtwagens of te duwen wagens. Zo groeide bij Erich von Manstein en Heinz Guderian het idee om onafhankelijk van elkaar Panzerdivisionen te vormen en daarmee de latere Blitzkrieg mogelijk te maken. Dit lag mee aan de basis van het verbluffende militaire succes van het Duitse leger tijdens de Achttiendaagse Veldtocht en de Slag om Frankrijk in mei/juni 1940.

## Voetnoten
1. ↑  Het voorgaande kabinet-Scheidemann was over de verdragstekst gevallen.
2. ↑  Keynes, John Maynard (1920). The Economic Consequences of the Peace. Harcourt, Brace and Howe, New York. Gearchiveerd op 19 oktober 2021.
3. ↑  In Europa, Geert Mak, ISBN 978-9046704219, blz. 134 - 137
4. ↑  Tot dan waren de meeste internationale overeenkomsten in het Frans.
5. 1 2  (en)  Artikel 171 op de Engelstalige Wikisource

- Bibsys: 90737509
- Biblioteca Nacional de España: XX3567486
- Bibliothèque nationale de France: cb162047487 (data)
- Gemeinsame Normdatei: 4063141-2
- Historisch woordenboek van Zwitserland: 026467
- Library of Congress Control Number: n82001802
- Bibliotheek van het Japanse parlement: 00574105
- Nationale Bibliotheek van Tsjechië: unn2007414753
- Nationale Bibliotheek van Israël: 987007268912705171
- Système universitaire de documentation: 027519899
- Virtual International Authority File: 185467386